# Escut de Dosaigües
L'escut de Dosaigües és un símbol representatiu oficial del municipi de Dosaigües, a la Foia de Bunyol, País Valencià. Té el següent blasonament:
| « | Escut quadrilong de punta redona. Partit. En el primer quarter, en camp d'argent, una torre del seu color, maçonada i aclarida de sable, sobre dues ones atzur. En el segon quarter, en camp d'or, tres peres de sinople, ben ordenades. Per timbre, corona reial oberta, segons la tradició del regne de València. | » |

## Història
L'escut va ser aprovat per Resolució de 26 de gener de 2016, de la Presidència de la Generalitat, publicada al Diari Oficial de la Generalitat Valenciana núm. 7.711 de 3 de febrer de 2016.
Dosaigües va presentar diversos projectes d'escut municipal en 2007, 2008, 2009 i 2012. Aquest últim projecte d'escut municipal va ser aprovat pel Ple de l'Ajuntament el 27 de setembre de 2012.
Al primer quarter, la torre simbolitza les restes del Castell de Dosaigües o Torre de Vilaragut, popularment anomenat Castell dels Moros, i les dues ones són armes parlants. El segon quarter, porta les armes dels Rabassa de Perellós, antics marquesos de Dosaigües.